# Янковский, Иван Михайлович
Иван Михайлович Янковский (род. 25 августа 1987) — белорусский борец вольного стиля, призёр чемпионатов мира и Европы, тренер сборной Белоруссии.

## Биография
Родился в 1987 году в Минске.
Тренировался в СДЮШОР по спортивным единоборствам города Минска.
В 2012 и 2014 годах становился бронзовым призёром чемпионата Европы. На чемпионате Европы 2016 года стал обладателем серебряной медали.
На чемпионате мира 2018 года в Будапеште в весовой категории до 92 кг в финальной схватке уступил американскому борцу Джейдену Коксу и завоевал серебряную медаль мирового первенства.
Окончил Белорусский государственный университет физической культуры.
С 2014 года женат, воспитывает двоих сыновей (Александр, 2015 г.р, Владислав, 2018 г.р)
5 ноября 2019 года официально назначен главным тренером сборной Белоруссии .